# Tennis en fauteuil roulant
Le tennis en fauteuil roulant (ou tennis fauteuil dans le langage courant, ou encore paratennis) est un handisport dérivé du tennis, pratiqué depuis la fin des années 1970.
Au niveau international c'est la Fédération internationale de tennis (ITF) qui est la fédération de référence pour le Comité international paralympique. En France, la Fédération française de tennis (FFT) a reçu délégation le 31 décembre 2016 du ministère des Sports pour organiser la pratique du tennis en fauteuil roulant.

## Historique
Le tennis fauteuil est inventé par l'Américain Brad Parks. Skieur acrobatique prometteur, il devient paraplégique après un accident survenu en 1976. Il fait la rencontre de l'athlète handisport Jeff Minnebraker lors de sa rééducation et les deux hommes décident de créer la discipline, d'en faire la promotion et de mettre en place des règles. Minnebraker s'implique principalement dans la création, le développement et le design de fauteuils de compétition légers et maniables. En 1980, Parks fonde en compagnie de David Kiley, David Saltz et Jim Worth la National Fondation of Wheelchair Tennis qui comprend un circuit de tournois disputé dans de nombreuses villes américaines. En 1981, la Wheelchair Tennis Players Association voit le jour ainsi qu'un Grand Prix Circuit.
Grâce aux efforts de promotion de Brad Parks, les compétitions américaines attirent des participants étrangers qui importent le sport en Europe, au Japon et en Australie. Un circuit féminin est mis en place en 1986. Deux ans plus tard, l'International Wheelchair Tennis Federation (IWTF) est fondée lors de l'US Open. Un circuit professionnel, l'ITF Wheelchair Tennis Tour est mis en place en 1992, année où le sport devient paralympique. L'IWTF est pleinement intégrée à la Fédération internationale de tennis en 1998, le tennis fauteuil devenant alors le premier handisport à réussir une telle union à l'échelle internationale.
Parks devient le principal ambassadeur du tennis fauteuil ainsi que le meilleur joueur au cours de la décennie 1980. Il sera ensuite rejoint par son compatriote Randy Snow qui agira comme un « recruteur en chef ». Champions paralympiques en double lors des Jeux de Barcelone, ils seront les premiers joueurs de tennis handisport à être admis au International Tennis Hall of Fame.
Depuis 1991, le joueur et la joueuse ayant terminé à la tête du classement ITF sont couronnés Champions du monde de tennis en fauteuil roulant lors du dîner des champions organisé à Paris pendant les Internationaux de France.

## Règles

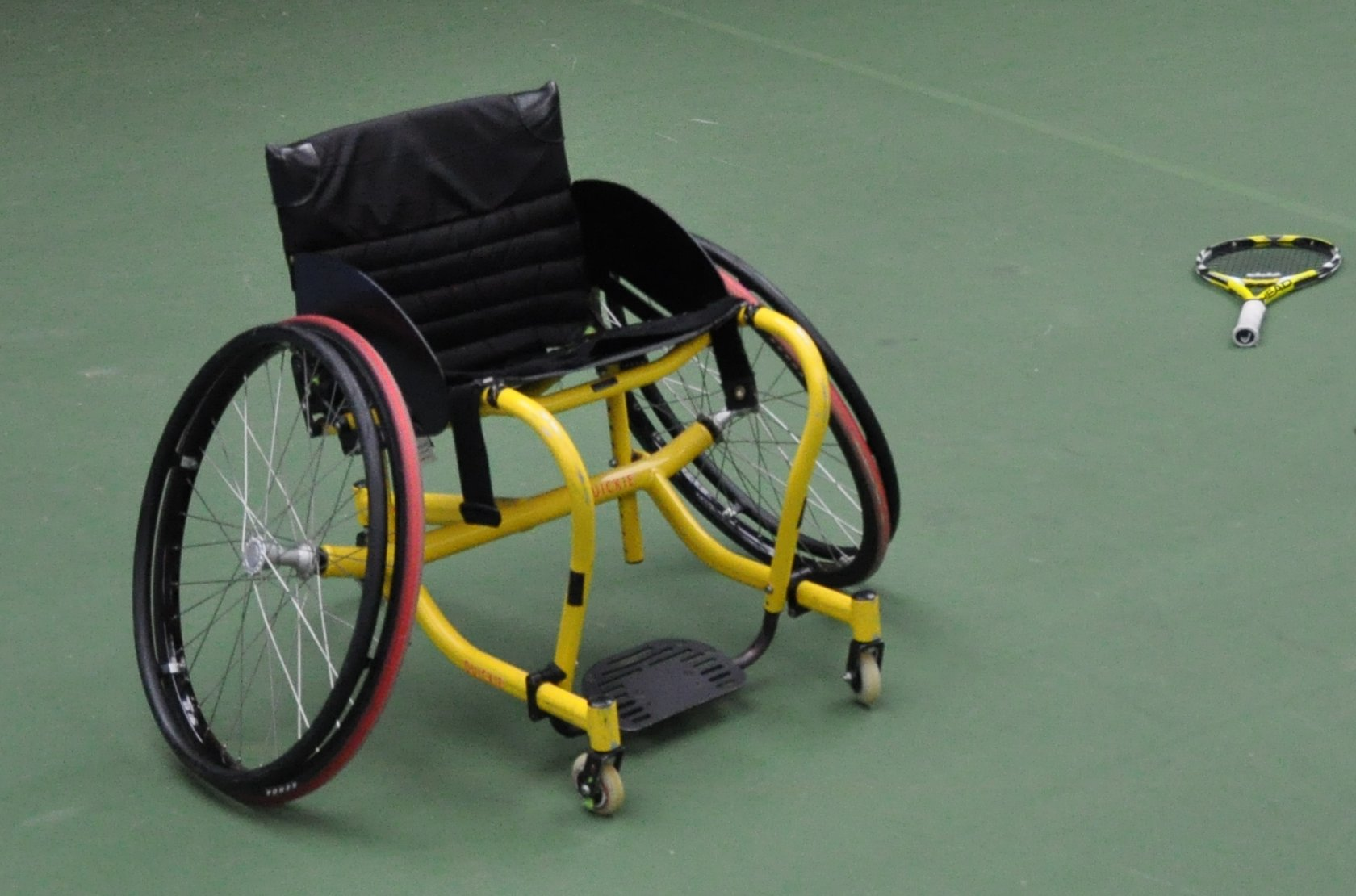
Fauteuil spécifique pour la pratique du tennis handisport.

Le tennis en fauteuil roulant suit les règles de la Fédération internationale de tennis. Les dimensions du terrain et la hauteur du filet sont les mêmes qu'au tennis traditionnel. La seule adaptation par rapport au tennis pratiqué par les valides est que les joueurs de tennis en fauteuil roulant peuvent laisser la balle rebondir deux fois avant de la renvoyer. Le deuxième rebond a le droit d'être à l'extérieur des limites du terrain.
On peut jouer au tennis en fauteuil roulant en simple, en double et parfois en double mixte. Si un joueur tétraplégique est dans l'impossibilité de lancer une balle, alors une autre personne peut lancer la balle à sa place, mais il doit utiliser la même méthode de service (à chaque fois). Le joueur perd le point s'il ne peut pas renvoyer la balle avant le troisième rebond et s'il ne garde pas le contact de l'une des deux fesses avec son fauteuil lorsqu'il frappe la balle.
La condition de participation est d'avoir un handicap moteur qui ne permet pas la pratique du tennis debout. Les joueurs ont donc un handicap au niveau des membres inférieurs. Les joueurs atteints d'un ou des deux membres supérieurs jouent dans une catégorie spécifique appelée quad. Ils peuvent s'attacher la raquette à la main et certains utilisent un fauteuil électrique.
Le fauteuil roulant utilisé est un matériel spécifique, avec un carrossage important (20°) des roues arrière, et une ou deux roulettes avant pour une meilleure stabilité. Ses qualités sont un faible poids, une grande maniabilité, une grande stabilité et une simplicité des réglages (assise et positionnement).

## Classification

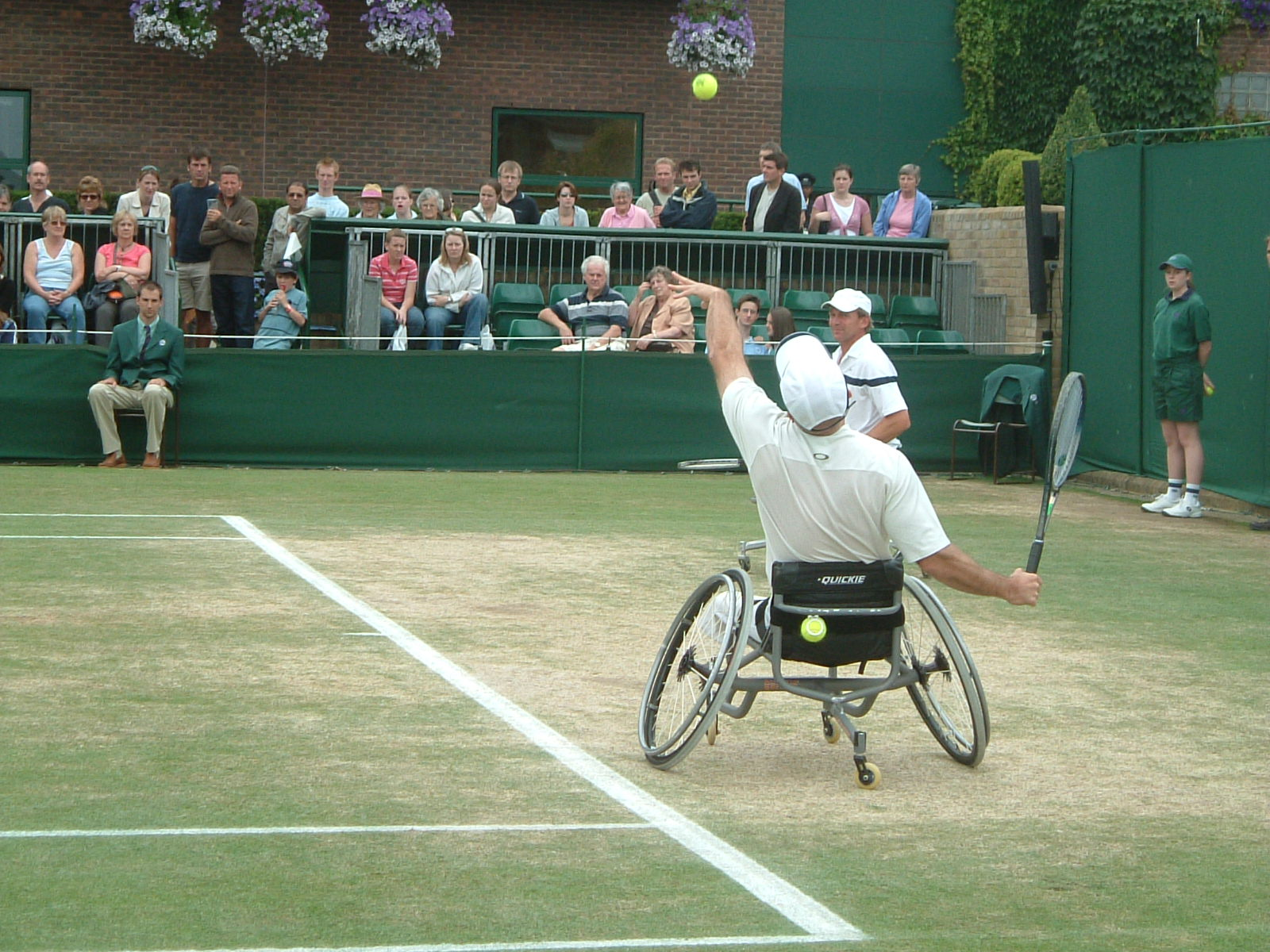
Match de double messieurs à Wimbledon en 2005.

Il y a deux catégories liées au handicap, open et quad, cette dernière catégorie regroupe les athlètes qui ont un handicap de la partie supérieure du corps aussi bien que de la partie inférieure, :
| Catégorie | Observations |
| --------- | --- |
| Open      | Le joueur présente une déficience dans au moins une de ses jambes. Il dispose d'une gamme complète de tirs et peut se déplacer avec rapidité et précision sur le terrain. |
| Quad      | Le joueur a une déficience du torse, des deux jambes et d'au moins un bras. Il peut utiliser des sangles pour l'aider à manier sa raquette ou à manœuvrer la chaise de jeu ; il peut également utiliser un fauteuil roulant électrique. Certains joueurs peuvent ne pas être en mesure d'effectuer un service aérien. |

Il y a six épreuves de tennis : simple messieurs, double messieurs, simple dames, double dames, simple quad et double quad. Les épreuves de quad sont mixtes.

## Compétitions internationales
Le Wheelchair Tennis Tour est un circuit professionnel composé de plus de 160 tournois disputés dans 40 pays, offrant une dotation d'environ 3 millions de dollars. La dotation globale a presque triplé depuis 2012. Le circuit a été créé en 1992 sous le nom de NEC Tour avec 11 tournois. Il a été sponsorisé par NEC jusqu'en 2013 puis par Uniqlo depuis juin 2014.
Le circuit comprend les compétitions suivantes :
- Jeux paralympiques : le tennis en fauteuil roulant a été présenté comme sport de démonstration aux Jeux paralympiques de 1988 à Séoul puis est devenu un sport officiel lors des Jeux de 1992 à Barcelone[5].
- Tournois du Grand Chelem : l'Open d'Australie, Roland-Garros, Wimbledon et l'US Open sont organisés sous l'appellation Masters Series à partir de 2005 puis Grand Chelem depuis 2009. Le tournoi de Wimbledon, disputé habituellement en double, a créé une compétition individuelle en 2017.
- Masters : le NEC Wheelchair Masters réunit depuis 1994 les huit meilleurs joueurs et joueuses de l'année[5]. Un tournoi de double réunissant huit équipes, l'UNIQLO Doubles Masters, est organisé depuis 2000.
- Coupe du monde par équipes : elle est l'équivalent de la Coupe Davis et de la Fed Cup chez les valides. Il existe une catégorie pour les hommes, les femmes, les quads et les juniors. La Coupe du monde réunit 16 équipes lors d'une phase finale dont quatre sont issues de phases de qualifications régionales (Afrique, Asie-Océanie, Amérique, Europe). Créée en 1985, la compétition sert initialement d'échauffement à l'US Open, alors disputé la semaine suivante. Six équipes masculines sont présentes la première année et deux équipes féminines dès l'année suivante. En 1991, en raison du développement rapide de ces deux compétitions, il est décidé que la Coupe du monde serait désormais organisé à une autre date et que sa localisation changerait chaque année. Elle se déroule généralement au mois de mai, avant Roland-Garros. Elle est connue sous le nom de BNP Paribas Wheelchair World Team Cup depuis 2012 après avoir été sponsorisée par Invacare pendant 15 ans[12].
- Environ 150 tournois répartis en 5 catégories :
  - Super Series : au nombre de six : Sydney/Bendigo, Cajun Classic (Baton Rouge), Japan Open (Iizuka), Open de France (Paris), British Open (Nottingham), US Open USTA (Saint-Louis).
  - ITF 1 : environ dix tournois par an : Melbourne, ABN AMRO (Rotterdam), Rome, Korea Open (Séoul), Toyota Open (Ile de Ré), Swiss Open (Genève), Open de Belgique (Jambes), Sardinia Open (Alghero), Open de la Baie de Somme (Rue), Bath.
  - ITF 2
  - ITF 3
  - Futures

Jusqu'en 2004, le circuit comprenait les catégories suivantes : Super Series, Championship Series 1, 2, 3, 4 et 5. Jusqu'en 2000, la plus faible catégorie se nommait Satellite et était composée de deux niveaux de tournois.

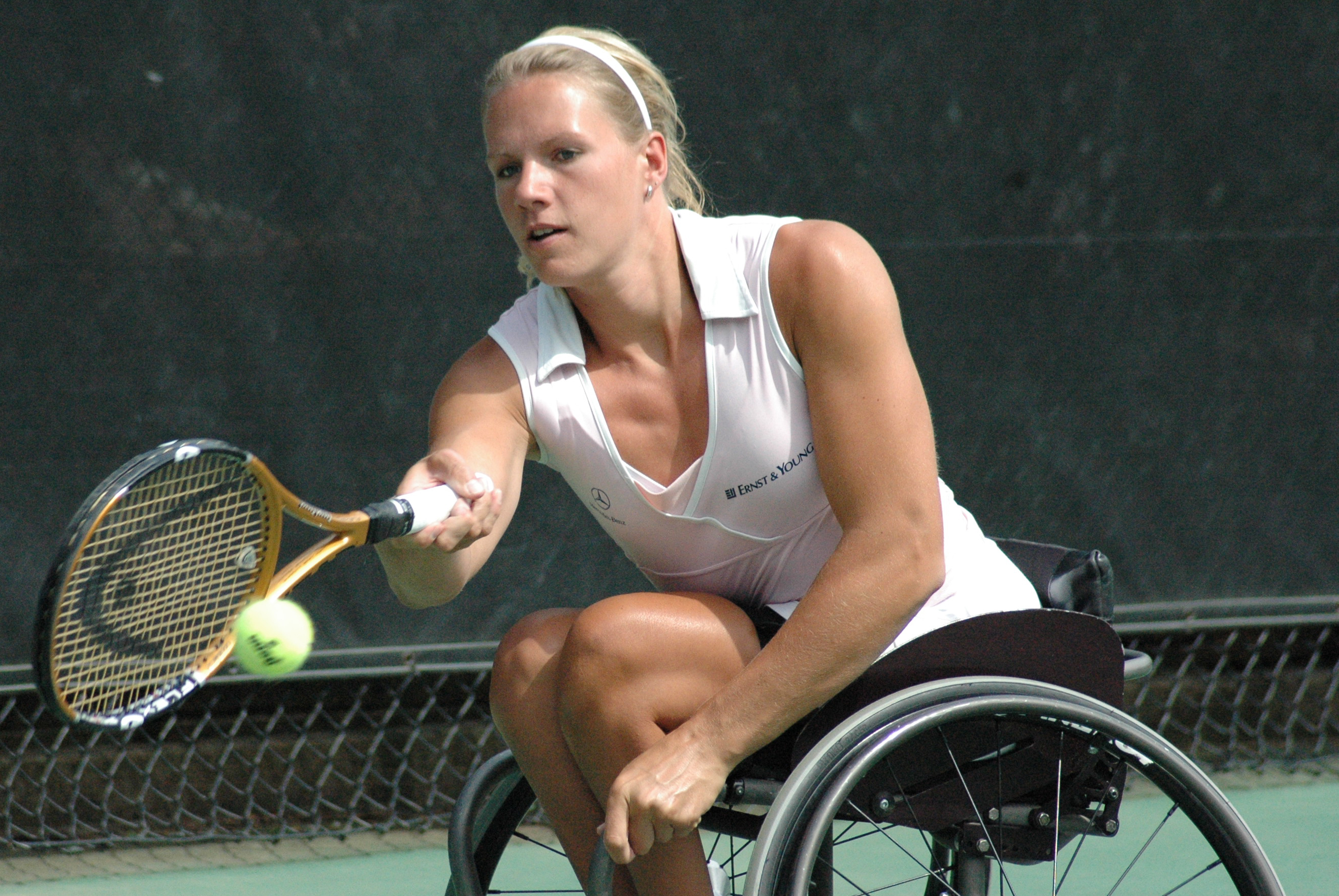
Esther Vergeer, quadruple championne paralympique en simple en 2000, 2004, 2008 et 2012 et triple championne paralympique en double en 2000, 2004 et 2012.
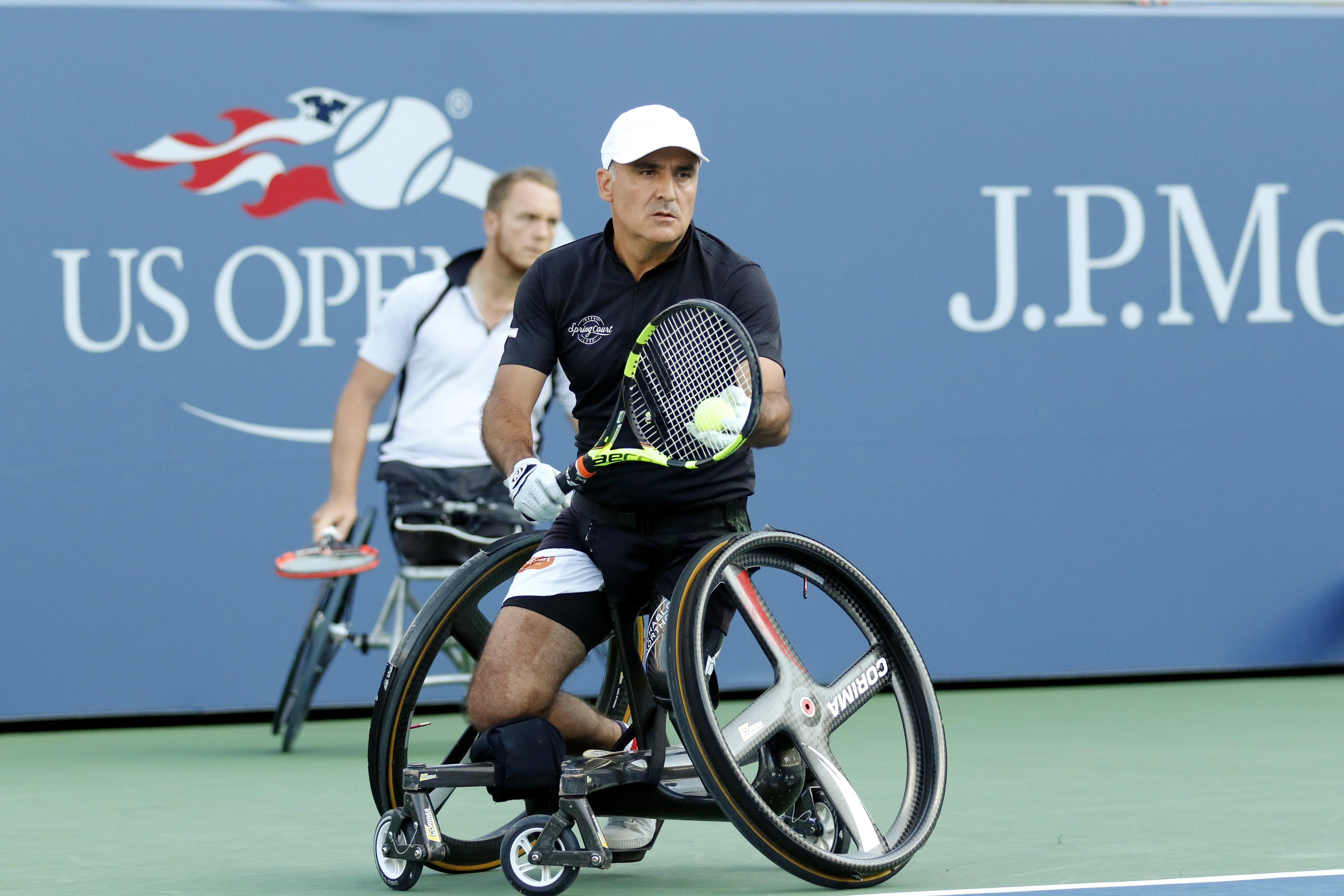
Stéphane Houdet et Nicolas Peifer (au fond) médaillés d'or en double en 2016 à Rio et en 2020 à Tokyo.
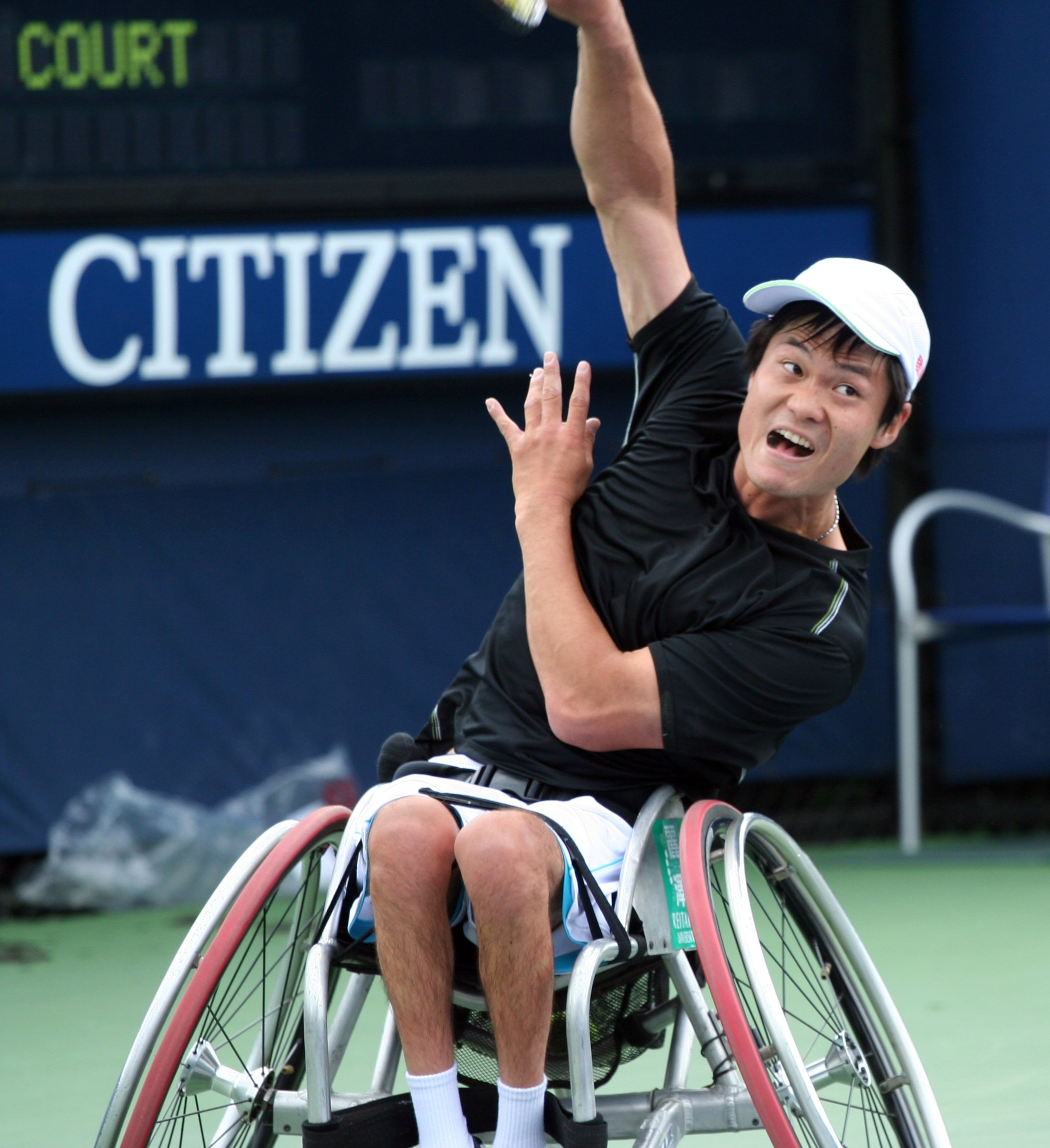
Shingo Kunieda, triple champion paralympique en simple en 2008, 2012 et 2020.
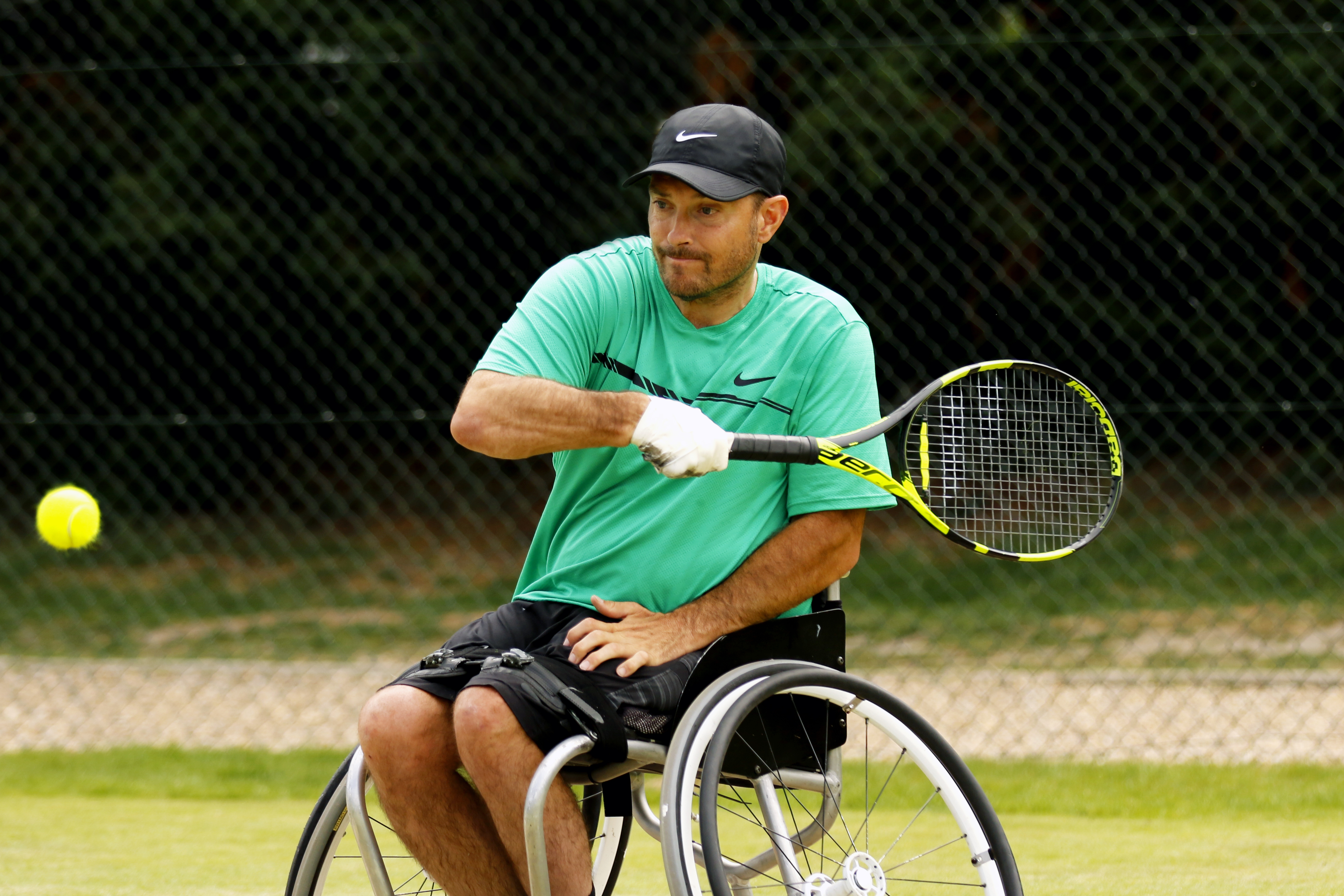
David Wagner, triple champion paralympique en double quad en 2004, 2008 et 2012.

## Compétitions en France
Le tennis fauteuil a été importé en France dans les années 1980 par Jean-Pierre Limborg et Pierre Fusade, qui ont structuré le sport au sein de la fédération handisport. Le premier championnat de France s'est déroulé à Blois en 1983 et a vu la victoire en simple de Fusade contre Limborg. Une seule catégorie existait alors. Actuellement[Quand ?], on distingue les catégories suivantes : 1re série, 2e série, 3e série, non-classé et dames. Le championnat par équipes, disputé à Saint-Nazaire, a quant à lui vu la victoire de l'ASHP Garches sur Taverny.
Le Circuit France Open comprend une vingtaine de tournois répartis sur tout le territoire. Une partie d'entre eux sont homologués France Série, soit des tournois avec des tableaux en progression messieurs et dames, et une autre partie homologuée par l'ITF avec des tableaux en lignes messieurs, dames, juniors et quads.

## Autres formes de tennis handisport
Il existe également le para-standing tennis, qui est une pratique du tennis par des joueurs ou joueuses ayant un handicap (par exemple des membres amputés) mais évoluant debout.
La pratique du tennis est également adaptée aux aveugles et mal-voyants sous le nom de blind tennis.